# Sumberdiren
Sumberdiren is een bestuurslaag in het regentschap Blitar van de provincie Oost-Java, Indonesië. Sumberdiren telt 1838 inwoners (volkstelling 2010).